# Madoqua
Madoqua es un género de mamíferos artiodáctilos de la familia Bovidae conocidos vulgarmente como dic-dic o dik-dik. Son unos antílopes africanos de tamaño muy reducido. Su nombre vulgar procede del sonido que emiten cuando están asustados.

## Taxonomía
Se reconocen las siguientes especies:
- Madoqua guentheri (Thomas, 1894) - dicdic de Guenther.
- Madoqua kirkii (Günther, 1880) - dicdic de Kirk.
- Madoqua piacentinii (Drake-Brockman, 1911) - dicdic de Piacentini.
- Madoqua saltiana (Desmarest, 1816) - dicdic de Salt.

## Características físicas
Las hembras son algo más grandes que los machos. Los machos tienen pequeños cuernos, inclinados hacia atrás. Muchos dic-dics tienen un anillo de color claro en torno a los ojos.

## Alimentación
Los dicdics son herbívoros y se alimentan principalmente de hojas, brotes, fruta y bayas.

## Depredadores
Los dik-diks pueden correr hasta 50 km/h. Son pequeños, vivaces, desaparecen con facilidad y se esconden en zonas boscosas, lo que dificulta su caza por diversos depredadores.
Sus principales depredadores son el león, el leopardo, el guepardo, la hiena, el perro salvaje africano, el chacal, el tejón de la miel, el caracal, el gato serval, el babuino, el Búho lechoso, el águila marcial,  el cocodrilo del Nilo, la serpiente pitón y el varano del Nilo.